# Northridge (Los Angeles)
Northridge è un distretto della città statunitense di Los Angeles, California, situato nella parte sud-occidentale della San Fernando Valley.
Originariamente denominata Zelzah nel 1910, fu quindi rinominata North Los Angeles nel 1929 ma tale appellativo causava confusione con North Hollywood e Los Angeles e così, nel 1938, fu ridenominata in Northridge Village poi mutato nel nome attuale.
L'area di Northridge, abitata per millenni dai nativi americani, fu occupata dai conquistatori spagnoli a fine Settecento e poi venduta agli Stati Uniti dal governatore del Messico Pio Pico.

## Storia
L'area di Northridge, come gran parte della San Fernando Valley, fu occupata dai nativi americani Tongva ("popolo della terra") e Tataviam ("gente rivolta al sole") per circa due millenni, tant'è che i loro discendenti vivono ancora in quest'area.
Nel 1769 i missionari spagnoli arrivarono in zona, rivendicando l'intera San Fernando Valley per il re di Spagna. Nel 1797 fu fondata la Missione San Fernando Rey de España, mentre l'area fu via via occupata da ranch e concessioni di terreni sempre più piccoli. La comunità moderna fu fondata nel 1910 come stazione di Zelzah, una città deposito. Nel 1915, dopo l'apertura dell'acquedotto di Los Angeles con il capo ingegnere dell'opera William Mulholland che possedeva un ranch in zona, i cittadini votarono per l'annessione alla città e per i diritti dell'acqua del fiume Owens. Nel 1928 l'ufficio postale e il deposito dei treni furono ribattezzati North Los Angeles e infine nel 1938 Northridge.

## Ubicazione ed abitanti

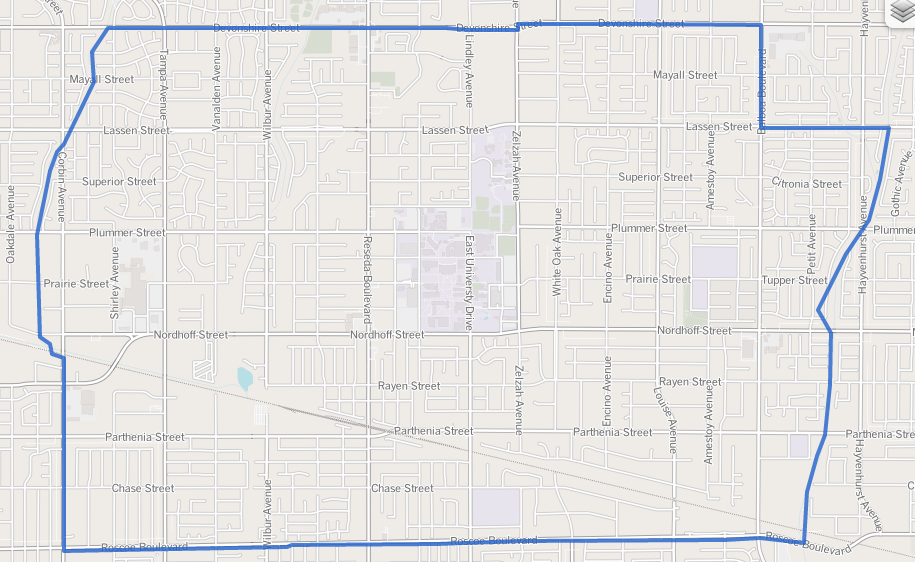
L'area di Northridge

Northridge confina a nord con Porter Ranch e Granada Hills, a est con North Hills, a sud-est con Van Nuys, a sud con Lake Balboa e Reseda e a ovest con Winnetka and Chatsworth.
Al censimento del 2019 Northridge si estendeva su un'area di 24,5 chilometri quadri (9,5 miglia quadre) e contava 70.635 residenti, avendo una delle minori densità abitative di Los Angeles, e un'età media di 35 anni.

## Istruzione

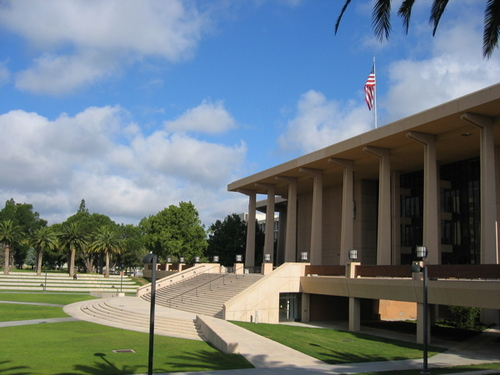
La California State University a Northridge

A Northridge ha sede l'Università Statale della California di Northridge (CSUN).

## Cittadini famosi
- Brooke Abel, nuoto sincronizzato
- Ariane Andrew, wrestler
- Matt Cassel - calciatore professionista
- Jarron Collins - giocatore di pallacanestro
- Jason Collins - giocatore di pallacanestro
- Jim Davis - attore
- Bobbi Fiedler - membro del congresso
- Linda Fratianne - pattinatrice artistica su ghiaccio
- Brian Grazer - produttore cinematografico e televisivo
- Cole Guttman - giocatore di hockey
- Jackie Earle Haley - attore
- Mike Houghton - giocatore di football americano
- Travis Kalanick - cofondatore di Uber
- Ryan Kalish - giocatore di baseball
- Antonia Lofaso - chef
- Casey Matthews - giocatore di football americano
- Kyle - rapper
- Clay Matthews - giocatore di football americano
- John H. Meier - consulente aziendale
- Lynn Carey Saylor - cantante, chitarrista e compositore
- Bob Skube - giocatore di baseball
- Malcolm Smith - giocatore professional football
- Chad Steelberg - imprenditore
- Eric Steelberg - regista
- Brian Vranesh - golfista
- Duffy Waldorf - golfista
- Jeff Weaver - giocatore di baseball
- Jered Weaver - giocatore di baseball
- Danny Worth - giocatore di baseball

## Terremoto del 1994
Nel 1994 l'epicentro dell'evento sismico di magnitudo 6,7 della scala Richter che colpì la California fu individuato presso l'area di Northridge tanto da essere denominato Terremoto di Northridge, anche se in seguito a calcoli più precisi fu ricollocato nella vicina Reseda.
Il terremoto fu uno dei più forti mai registrati nel Nord America, con il crollo di autostrade e molti edifici irreparabilmente danneggiati, con scosse sia verticali che orizzontali che produssero danni alle fondamenta degli edifici, portò tra i 60 e i 70 morti e oltre 1000 persone furono soccorse e trasportate nel locale Northridge Hospital Medical Center nel corso dei primi giorni dopo la scossa.